# Trocadero Theatre
Il Trocadero Theatre (inaugurato come Arch Street Opera House) è uno storico teatro situato a Philadelphia, Pennsylvania, inaugurato nel 1870. Nel corso degli anni ha ospitato vari eventi come commedie musicali, vaudeville, opera e burlesque. Il teatro è stato ristrutturato negli anni '70 come cinema d'essai, mentre dagli anni '90 è diventato un luogo iconico per concerti di musica rock e punk rock.
Nel 1990 la rock band statunitense Tesla vi ha registrato l'album dal vivo Five Man Acoustical Jam, da cui venne estratta la hit Signs.
Nel 2004 invece la heavy metal band Lamb of God vi ha registrato il DVD Killadelphia.